# Финляндия на зимних Олимпийских играх 1952
На Зимних Олимпийских играх 1952 года Финляндию представляло 50 спортсменов (45 мужчин и 5 женщин), выступивших в 7 видах спорта. Они завоевали 3 золотых, 4 серебряных и 2 бронзовых медали, что вывело финскую сборную на 3-е место в неофициальном командном зачёте.

## Медалисты
| Медаль  | Спортсмен                                            | Вид спорта       | Дисциплина        |
| ------- | ---------------------------------------------------- | ---------------- | ----------------- |
| Золото  | Вейкко Хакулинен                                     | Лыжные гонки     | Мужчины, 50 км    |
| Золото  | Хейкки Хасу Пааво Лонкила Урпо Корхонен Тапио Мякеля | Лыжные гонки     | Мужчины, эстафета |
| Золото  | Лидия Видеман                                        | Лыжные гонки     | Женщины, 10 км    |
| Серебро | Тапио Мякеля                                         | Лыжные гонки     | Мужчины, 18 км    |
| Серебро | Ээро Колехмайнен                                     | Лыжные гонки     | Мужчины, 50 км    |
| Серебро | Мирья Хиетамиес                                      | Лыжные гонки     | Женщины, 10 км    |
| Серебро | Хейкки Хасу                                          | Лыжное двоеборье | Мужчины           |
| Бронза  | Пааво Лонкила                                        | Лыжные гонки     | Мужчины, 18 км    |
| Бронза  | Сийри Рантанен                                       | Лыжные гонки     | Женщины, 10 км    |